# Eisenbahnunfall von Rothenkirchen

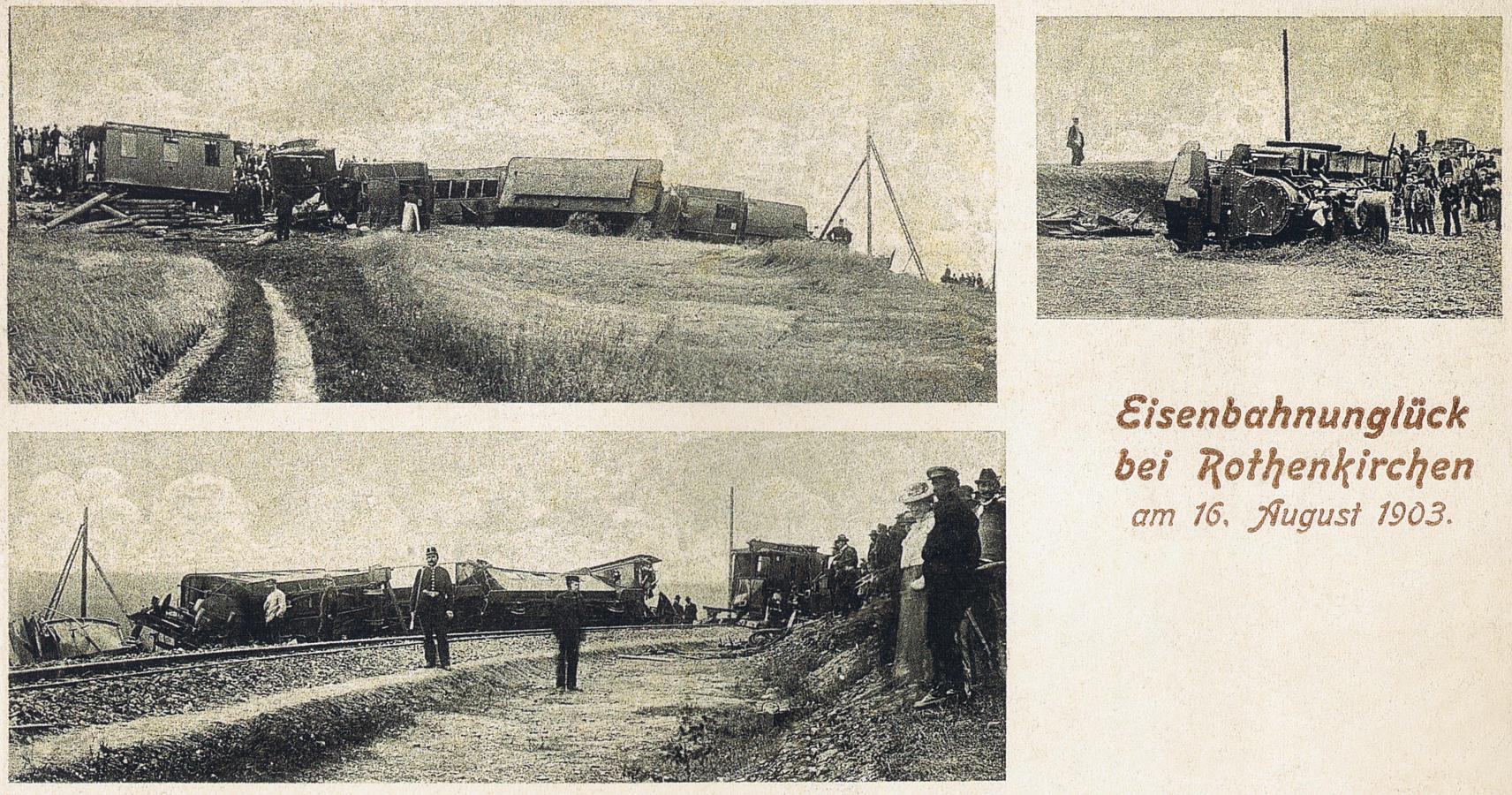
Unfall bei Rothenkirchen (1903)

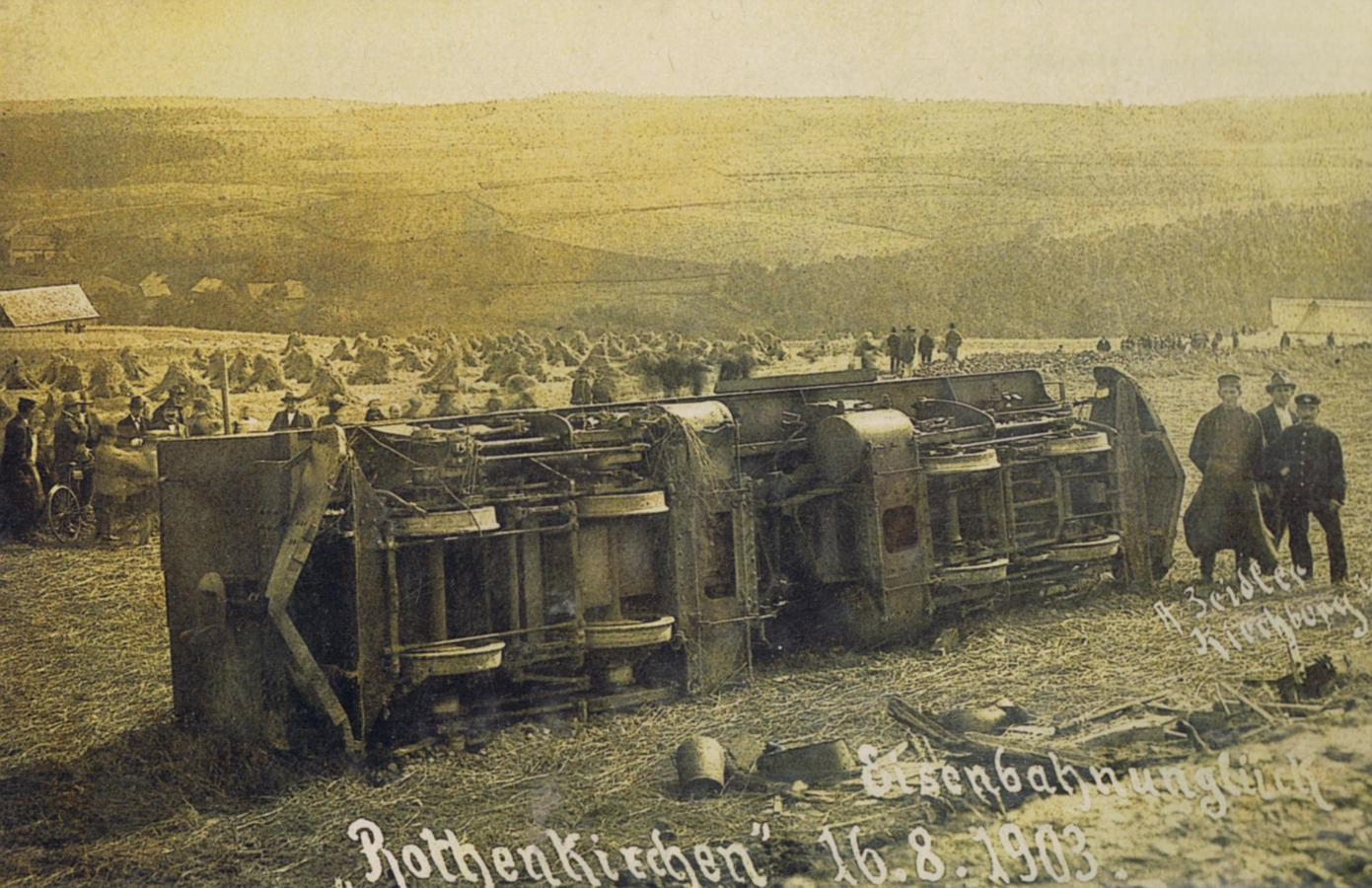
Beschädigte Zuglokomotive (IV K)

Der Eisenbahn-Unfall von Rothenkirchen ereignete sich am 17. August 1903 gegen 21.30 Uhr auf der Schmalspurbahn Wilkau-Haßlau–Carlsfeld, südlich von Zwickau. Er forderte 3 Tote und 30 Verletzte, als die Lokomotive und 12 Personenwagen des Abendzuges von Rothenkirchen nach Wilkau aufgrund überhöhter Geschwindigkeit entgleisten.

## Unfallhergang
Der in Cunersdorf lebende Lokführer hatte den Mittagszug von Wilkau nach Schönheide gebracht, fuhr mit einem anderen Zug zurück nach Rothenkirchen und übernahm dort später den letzten Zug von Carlsfeld nach Wilkau. Die Zwischenzeit verbrachte er im dortigen Restaurant „Bahnschlösschen“, wo der größte Teil seiner Fahrgäste, der Verein „Die Gemütlichen“ aus Wilkau, einen Tanzabend veranstalteten. Ob der Lokführer dabei dem Alkohol zusprach, konnte nicht geklärt werden.
Die Abfahrt des Abendzuges in Rothenkirchen verzögerte sich um 15 Minuten, weil die Schaffner der 18 Waggons vergeblich versuchten, die Deckenbeleuchtung zu befeuern – wie sich später herausstellte, war in die Lampen kein Petroleum nachgefüllt worden, was vermutlich eine noch viel größere (Brand-)Katastrophe verhindert hat.
Der Lokführer wollte diese Verzögerung vermutlich möglichst wieder aufholen und befuhr die bogenreiche Strecke mit überhöhtem Tempo. Dies fiel vielen Fahrgästen bereits kurz nach Abfahrt auf, sie beschwerten sich beim Schaffner.
Zwischen Rothenkirchen und Obercrinitz entgleiste die Lokomotive in einem engen Gleisbogen zusammen mit 12 der 18 Waggons und stürzte den Abhang hinunter. 10 zweiachsige Waggons wurden umgeworfen, 8 davon zertrümmert. 3 Tote und 30 Verletzte waren die Folge.

## Untersuchung
Der überlebende Lokführer bestritt bei der Vernehmung und vor Gericht jede Schuld; er habe die Maschine vor dem betreffenden Bogen streng nach Vorschrift abgebremst. Ein übermäßiger Alkoholgenuss konnte ihm nicht nachgewiesen werden. Das Amtsgericht Zwickau verurteilte ihn zu drei Jahren und sechs Monaten Gefängnis.